# Loasa floribunda
Loasa floribunda är en brännreveväxtart som beskrevs av William Jackson Hooker och Arn. Loasa floribunda ingår i släktet Loasa och familjen brännreveväxter. Inga underarter finns listade i Catalogue of Life.

## Bildgalleri

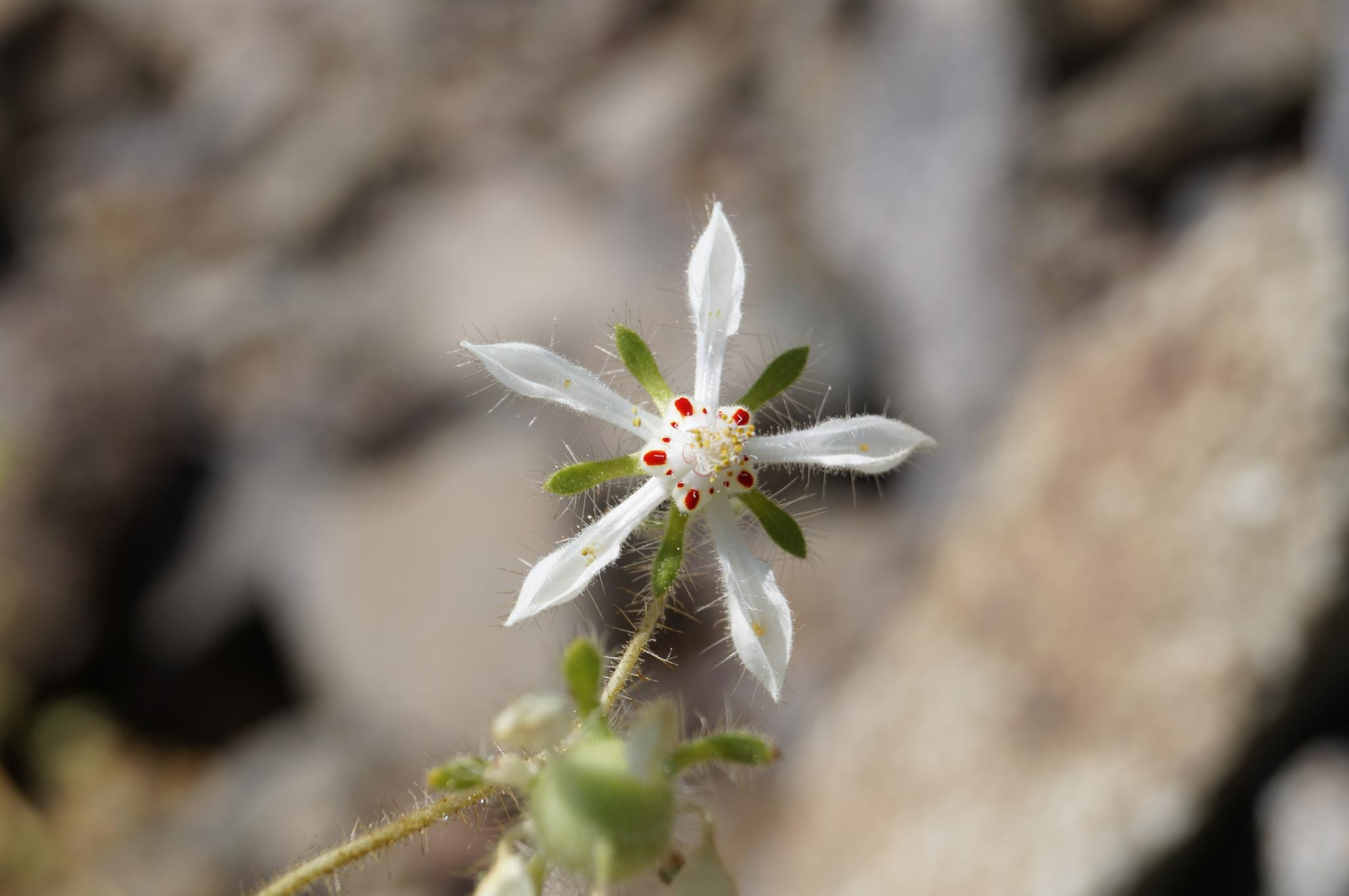
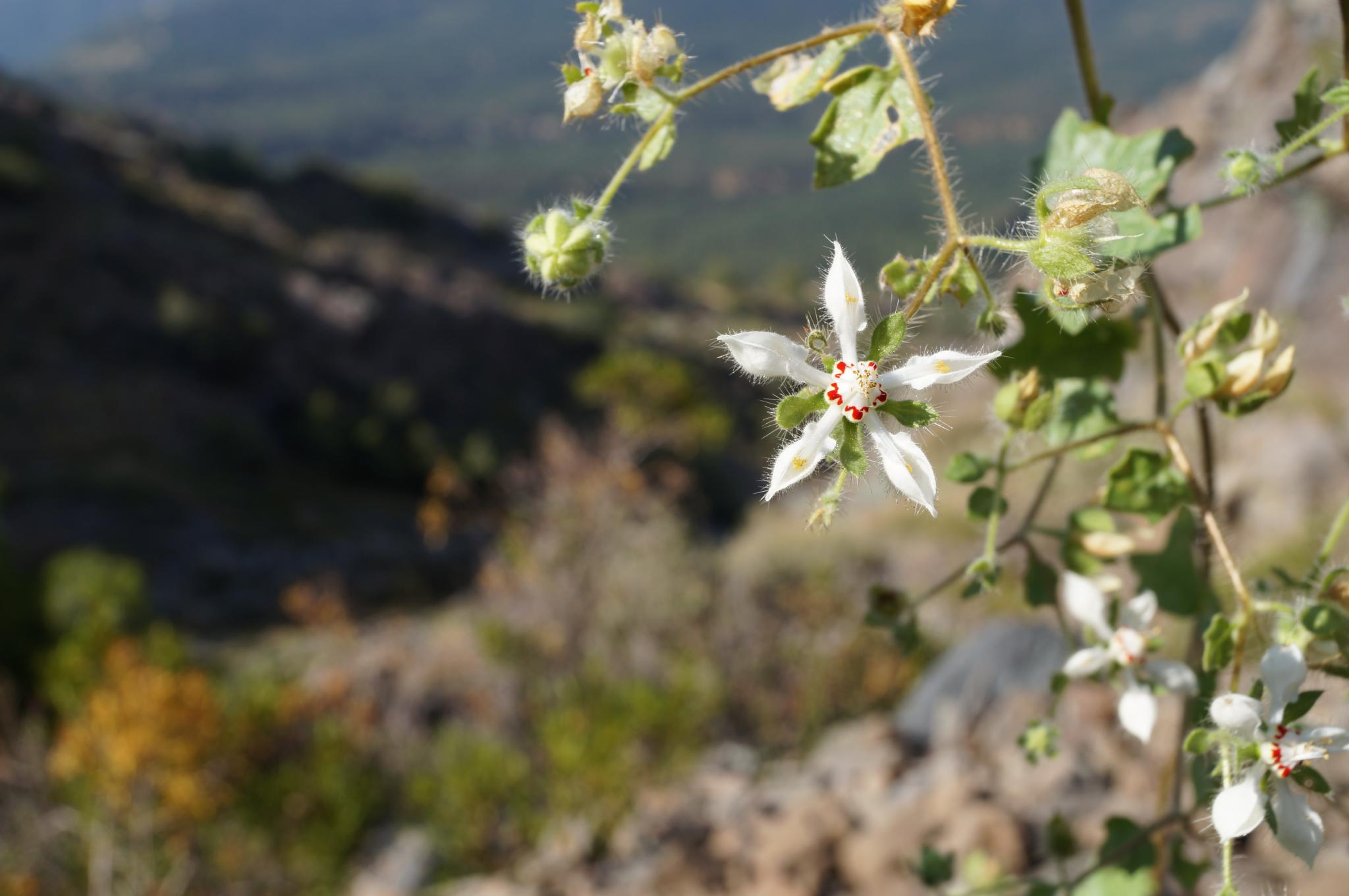